# Hesperocharis erota
Hesperocharis erota is een vlindersoort uit de familie van de Pieridae (witjes), onderfamilie Pierinae.
Hesperocharis erota werd in 1852 beschreven door Lucas.